# Charles Gangloff
Pour les articles homonymes, voir Gangloff.
Raphaël Marie Hyacinthe Gangloff dit Charles Gangloff, né le 6 décembre 1870 à Blois et mort à Épinay-sur-Orge le 10 mars 1941, est un dessinateur et illustrateur français.
Il est le frère du compositeur Léopold Gangloff (1856-1898).

## Biographie
Élève d'Emil Fuchs, Charles Gangloff a exposé au Salon des artistes français en 1890 et en 1892. Par la suite, il a essentiellement travaillé pour la presse et l'édition musicale entre les années 1890 et 1910.
Pour l'édition musicale, il a  dessiné des partitions de chansons de Polin, Adolphe Bérard, Gaston Dona, Montéhus, Ouvrard, Caudieux, Paula Brébion ou Gaston Maquis, mais également celles de son frère Léopold Gangloff : l'Oraison funèbre, paroles de Jules Jouy (éd. Ondet GO542), Zoé la bancale, paroles de Louis Marcel, (éd. Ondet GO317), Sous les saules, paroles de Marie Després-Lévy (éd. Chavat & Girier).  
La date de publication de ses derniers dessins pour l'édition musicale (vers 1910) correspond à l'époque où il est réformé pour "aliénation mentale" par l'administration militaire, décision qui sera confirmée en octobre 1915. Charles Gangloff finira ses jours à la maison de santé de Perray-Vaucluse à Épinay-sur-Orge où il avait été interné.

## Œuvres
Affiches de concert
- 1890 : Portal, imprimerie Delanchy à Paris[9]
- 1890 : Scala, tous les soirs, Caudieux, imprimerie Joly à Paris[10]
- 1890 : Ambassadeurs, tous les soirs, Sulbac, imprimerie Joly à Paris[11]

Illustrations de presse
- 1897 : André et Antoine M., portraits d'enfants pour le journal La Jeune mère[12]
- 1897 : Pas de cœur à l'ouvrage !, illustration hors-texte pour Le Journal pour tous[13]
- 1897 : Marchande de poissons, illustration hors-texte pour Le Journal pour tous[14]
- 1897 : Avec moi, les comptes ne sont jamais compliqués : je ne rends que le porte-monnaie, illustration hors-texte pour Le Journal pour tous[15].

Partitions musicales
- 1890 : Briqmolle et son camarade, duo militaire, paroles et musique d'Antoine Queyriaux et Émile Chicot, Paris, Émile Benoît éditeur
- 1890 : Les biographies, grande scène à parlé, paroles et musique de René Esse et Ernest Gerny, Paris, Émile Benoît éditeur
- 1890 : C'qu'il est rosse !, monologue réaliste, paroles de C. Brigliano, musique de Gaston d'Aunac, Paris, Joly imprimeur
- 1890 : Zoé la bancale, chansonnette, paroles de Louis Marcel, musique de Léopold Gangloff, Paris, Georges Ondet éditeur
- 1890 : Dans l'infanterie, chansonnette, paroles de René de la Croix-Rouge, musique de Léopold Gangloff, Paris, Mme Deffarges éditeur
- 1890 : Sous les saules, romance, paroles de Marie Després-Lévy, musique de Léopold Gangloff, Paris, Chavat & Girier éditeurs
- 1891 : C'est l'usage, monologue, paroles de C. Brigliano, musique de Jean-Pierre Christmann, Paris, Joly imprimeur
- 1893 : Les gendarmes à pied, duo comique, paroles d'Émile Carré, musique de Léopold Gangloff, Paris, Honoré Pion éditeur
- 1893 : Les boniments, grande scène comique, paroles de Francis Guénée, musique de Charles Pourny, Paris, Joly imprimeur
- 1894 : Les cascades de Castelnau, mazurka pour piano de M. Aragon de Fondclair, Paris, Durdilly & Cie imprimeur-éditeur
- 1894 : Kolping de Paris, marche pour piano d'Alex de Bertha, Paris, Durdilly & Cie imprimeur-éditeur
- 1894 : Après le combat, chanson, paroles d'Eugène Riffey et C. Tiva, musique de Gaston Maquis, Paris, Hippolyte Barthélémy éditeur
- 1896 : Gobé de Lodoïska, chansonnette comique, paroles de Léon Laroche, musique de Laurent Halet, Paris, E. Meuriot éditeur
- 1897 : L'accident de Noël, complainte comique, paroles de Belhiatus, musique d'Albert Petit, Paris, Cahen éditeur
- 1898 : En retard, marche pour piano d'Henri Cieutat, Paris, Sulzbach éditeur
- 1898 : A l'ombre, valse lente pour piano d'Henri Cieutat, Paris, Sulzbach éditeur
- 1898 : Bistrouille, scène militaire, paroles d'Antoine Queyriaux, musique de Félix Chaudoir, Paris, Sulzbach éditeur
- 1899 : Quand on a vingt ans, chansonnette, paroles de Paul Briollet et Ernest Gerny, musique de Félix Chaudoir, Paris, Henri Pascal éditeur
- 1900 : Les adieux du réserviste, duo, paroles de A. Ducreux et Fernand Disle, musique de Louis Byrec, Paris, Sulzbach éditeur
- 1900 : A bas le veau d'or, chanson, paroles d'Henry Moreau, musique de Félicien Vargues, Paris, Vargues éditeur
- 1904 : Le gardien de la nature, chanson, paroles d'Alexandre Trébitsch, musique de Félicien Vargues, Paris, E. Joullot éditeur
- Non daté : L'Anglaise à Paris, chansonnette, paroles d'Edgard Favart, musique d'Olivier Cambon, Paris, Répertoire mondain
- Non daté : Jacques l'ivrogne, chanson, paroles de Ferdinand Bossuyt, musique d'Arthur Drouillon, Paris, Henri Pascal éditeur
- Non daté : Chand de ballons, chanson, paroles de Félix Mortreuil, musique de Félix Chaudoir, Paris, Maurel éditeur
- Non daté : J'ai perdu la boule, chanson satirique, paroles de Félix Mortreuil, musique de Félix Chaudoir, Paris, Maurel éditeur
- Non daté : Pourquoi l'on chante, chanson vécue, paroles de Montéhus, musique de Raoul Chantegrelet, Paris, Delormel & Cie éditeurs